# Krzysztof Czajkowski (konfederat barski)
Krzysztof Czajkowski herbu Jastrzębiec – marszałek powiatu żytomierskiego, uczestnik konfederacji barskiej. Adiutant z rangą porucznika II Brygady w Dywizji Ukraińskiej i Podolskiej w 1786 roku.